# Siti archeologici ad Agrigento
Segue una lista dei principali siti archeologici di Agrigento, comune italiano capoluogo di provincia in Sicilia.

## Templi
- Tempio di Hera o Giunone Lacinia
- Tempio della Concordia
- Tempio di Asclepio o Esculapio
- Tempio di Eracle o Ercole
- Tempio di Zeus o Giove Olimpio
- Tempio L
- Tempio di Castore e Polluce o dei Dioscuri
- Tempio di Efesto o Vulcano
- Tempio di Demetra (su di esso oggi sorge la chiesa di San Biagio)
- Tempio di Atena Lindia e Zeus Atabyrios (su di esso oggi sorge la suggestiva chiesa di santa Maria dei greci)
- Tempio di Iside

## Santuari
- Santuario delle Divinità Ctonie
- Santuario rupestre di Demetra e Zeus
- Santuario di Esculapio

## Edifici pubblici
- Agorà
- Oratorio di Falaride
- Gymnasium
- Bouleuterion
- Tomba di Terone
- Basilicula
- Giardino della kolimbetra, bene attualmente gestito dal FAI
- Ipogei

## Necropoli e Arcosoli
- Arcosoli Bizantini
- Necropoli Sub divo
- Necropoli Fregapane e la Rotonda
- Necropoli contrada Pezzino
- Necropoli contrada Mosè
- Necropoli Romana o necropoli Giambertoni
- Necropoli contrada Montelusa

## Quartiere ellenistico-romano
- Casa delle Afroditi
- Casa del Mosaico
- Casa del Peristilio
- Casa del Maestro
- Casa del Portico
- Casa dell'atrio in cotto
- Casa dei due piani
- Casa delle Svastiche
- Casa della Gazella
- Casa del Kanthros
- Casa del Dioniso
- Casa dell'Atleta

## Fortificazioni
- Resti della cinta muraria
- Porte
- Baluardo a tenaglia
- Altre Fortificazioni

## Collina di Girgenti
Partendo dalla collina di Girgenti, e in particolare dalla chiesa di Santa Maria dei Greci, incorporato in alzato, in fondazione e nel taglio della roccia, si conserva un tempio dorico del 480-60 a.C., periptero (m 34,70x15,30) di 6x13 colonne, con cella munita di pronao ed opistodomo. Se è andata perduta, oltre alle absidi, la fronte orientale, e di quella occidentale sono stati visti negli scavi i soli tagli nella roccia per le fondazioni, sono visibili tuttavia le fondazioni della peristasi meridionale e settentrionale (con alcune colonne incorporate nei muri della chiesa) e della cella, mentre sotto la chiesa è visibile, per oltre venti metri, il krepidoma (basamento della colonna) del lato settentrionale. Nell'atrio della chiesa si conservano alcuni elementi dell'alzato, una parte di capitello e tratti del geison.

## Collina dei Templi
Al limite sud-est della collina dei Templi, sul margine del suggestivo rialzo si collocano in successione i famosissimi templi di Hera Lacinia, della Concordia, di Eracle, di Zeus Olimpio, di Castore e Polluce e di Efesto; essi sono il vero e proprio simbolo di Agrigento nel mondo.
Oltre ai templi di Eracle, Zeus, Concordia, Hera, Dioscuri, Efesto e Demetra sono da evidenziare il Quartiere di abitazioni ellenistico-romano, il complesso monumentale con la "Cavea" della Ekklesiasterion Ellenistica e il Museo archeologico regionale di Agrigento che consente di avere una visione più completa della presenza greca nella città. Recentemente, (2004) inoltre è stato portato alla luce un tempietto romano.

## Ipogei
Gli ipogei (dal greco ùpos, “sotto” e gèos, “terra”) di Agrigento sono cavità e gallerie artificiali, scavate dall'uomo in periodi diversi, nella stessa roccia con la quale sono stati edificati i monumenti storici della città e buona parte del suo centro storico. La loro funzione era quella di raccogliere le acque sotterranee, ma secondo le ipotesi di molti studiosi gli ipogei avevano anche una funzione di stampo militare/difensivo. È stata smentita l'ipotesi che questo sito archeologico avesse una funzione di necropoli, poiché, oltre alla mancanza di loculi e corredi funerari, le civiltà che popolarono questa parte della Sicilia (sicana, greca, romana, araba e normanna) non usavano inumare i cadaveri sotto le città.

### Storia
(Diodoro Siculo, Bibliotheca historica, libri XI-XIII I secolo d.C)
La prima fonte storica che attesta l'esistenza degli ipogei agrigentini è dello storico siceliota Diodoro Siculo. Nella sua opera di storia universale, la Biblioteca Storica, precisamente nei libri XI e XIII (I secolo a.C.), ci sono molte informazioni utili sulla datazione di questi siti archeologici. Secondo le notizie dello storico di Agyrion, intorno al 480 a.C. la città di Agrigento (in quei tempi colonia greca col nome di Akràgas) si dotò di un sistema di condotti sotterranei, costruiti sotto la guida di un architetto soprannominato Feace. I lavori di scavo furono agevolati dal fatto che vi era una grande presenza di schiavi cartaginesi, catturati nella famosa Battaglia di Imera, dalla quale ne uscirono vittoriose le città di Agrigento, governata dal tiranno Terone, e Siracusa, governata da Gelone.

### Descrizione
Il percorso complessivo degli ipogei è di circa 17 chilometri. Il percorso degli ipogei, a causa del crollo di numerose gallerie e per l'espansione dal centro abitato, è diventato praticamente impossibile da studiare. Si possono distinguere quattro grandi “tronchi” in base alla posizione degli antichi condotti:

#### Primo tronco - Tronco Rupe Atenea
Il primo tronco dalla Rupe Atenea, sommità orientale della collina di Agrigento, sino ai templi di Castore e Polluce, comprende i seguenti Ipogei: 
- Ipogeo del  Santuario rupestre di Demetra
- Ipogeo San Biagio
- Ipogeo Coddu Virdi
- Ipogeo  Tamburello
- Ipogeo di  Bonamorone
- Ipogeo  Filippazzo
- Ipogeo  Giacatello
- Ipogeo  Sala-Perez
- Ipogeo  Zuccarello
- Ipogeo  Dara
- Ipogeo  Lu Cuccu
- Ipogeo  San Calogero
- Ipogeo  Pipitusario
- Ipogeo delle  Forche
- Ipogeo  Amela
- Ipogeo dei  Dioscuri

#### Secondo tronco -  Tronco dello Sperone
Il secondo tronco dello Sperone comprende i seguenti Ipogei: 
- Ipogeo  Fafante, presso il fiume San Biagio;
- Ipogeo  Natalello, nel quartiere di Villaggio Mosè.

#### Terzo tronco -  Tronco di Monserrato
Il terzo tronco si trova nel quartiere di Monserrato, a sud della città e comprende gli Ipogei:
- Ipogeo Dovico
- Ipogeo Zunica
- Ipogeo Sileci
- Ipogeo Giudice
- Ipogeo Tuttolomondo
- Ipogeo Quaglia
- Ipogeo Lo Mascolo.

#### Quarto tronco -  Tronco del Colle
Il quarto tronco del Colle, parte occidentale della città, è costituito dai seguenti Ipogei: 
- Ipogeo della Villa Piccola, antistante la Porta di Ponte, oggi coperto dalla villetta omonima;
- Ipogeo  Mirati
- Ipogeo Fontana dei Canali
- Ipogeo Gebbia Grande
- Ipogeo del  Purgatorio
- Ipogeo S. Lucia
- Ipogeo Acqua Amara
- Ipogeo Santa Maria dei Greci
- Ipogeo degli Oblati
- Ipogeo Puzzillo.

### Aspetti geologico-applicativi
Dal punto di vista litologico, gli ipogei sono realizzati in una tenera calcarenite, una materia particolarmente porosa che consente all'acqua piovana e alle acque restituite dalle argille sottostanti di trasudare. È un composto ricco di fossili, di un colore che va dal giallo rossiccio al giallo chiaro. Gli ipogei furono concepiti come vere e proprie gallerie drenanti per raccogliere l'acqua filtrata dal tetto e dalle pareti e convogliarla, seguendo il verso idraulico, dalla collina sino alla valle.
Le gallerie hanno una forma rettangolare o con tetto a volta e sono scavate interamente nella roccia; i cunicoli, rispetto al piano urbano calpestabile, si trovano ad una profondità che va dai 20 ai 30 metri. Si possono però trovare, nelle porzioni più basse del territorio urbano di Agrigento, delle gallerie realizzate in scavo a cielo aperto, le quali sono state coperte con lastre di roccia; la loro sezione ha un'altezza variabile tra 1.80 e 2,10 m e una larghezza compresa tra 0,95 e 1,10 m.
Lo scavo di tutti gli ipogei, delle stanze e dei pilastri è stato realizzato con grande maestria utilizzando il piccone e cavando la roccia a conci.
A distanza irregolare, lungo il percorso dei cunicoli e in corrispondenza di curve e diramazioni, sono stati rinvenuti dei pozzi di forma circolare che salgono dai cunicoli restringendosi come imbuti puntati verso l'alto. Ogni pozzo è dotato di una scala, ricavata nella roccia, che evidentemente permetteva di risalire fino al piano campagna. Si può ipotizzare che questi pozzi avessero la funzione di incrementare le capacità drenanti dei cunicoli, intercettando ogni più piccolo stillicidio e accelerando l'infiltrazione verso i cunicoli stessi.

#### Ipogeo Giacatello
È uno degli ipogei più conosciuti e si trova nell'omonima contrada. Lo si può raggiungere prendendo per un viottolo che si apre a lato della strada che conduce al Museo archeologico nazionale di Agrigento, accanto alla chiesa di S.Nicola. Superato l'ingresso, si raggiunge un grande ambiente il cui spazio corrisponde a 19 metri quadrati e la cui altezza a poco più di 2 metri, puntellato da ben 49 pilastri disposti in diverse file. Il locale riceve luce solare grazie ai lucernai posti in alto, ma in compenso entra anche acqua piovana, pietre, fango e sterpaglia. L'ipogeo si presenta in buono stato. I pilastri, infatti, sono ancora ben compatti e conservano tracce dell'intonaco idraulico di cui erano rivestiti.

#### Ipogeo Purgatorio
Ubicato quasi al centro del colle di Agrigento, è il più grande fra tutti gli ipogei akragantini. La sua importanza è dovuta alle anomalie strutturali che lo differenziano rispetto agli altri ipogei. L'ipogeo Purgatorio, infatti, ha una struttura labirintica e tante stanze di misure diverse. Secondo le ipotesi di Calogero Micciché , l'ipogeo Purgatorio è stato realizzato in due fasi distinte per diversi scopi: in una prima fase, collocabile in età ellenistica, fu creato per usi idrici (come d'altronde tutti gli altri ipogei); in una seconda fase, che va dal IX al X secolo d.C (coincidente con la dominazione araba), l'ipogeo fu modificato a forma di labirinto per scopi difensivi e militari. Il suo attuale ingresso venne ricavato nel 1850, presso l'omonima piazza.  Le misure dei cunicoli sono di 2 metri in altezza e 1 metro e 10 centimetri in larghezza. L'ipogeo può essere visitato solo da esperti speleologi in quanto non sono stati portati avanti i lavori di consolidamento.

#### Ipogeo del Santuario Rupestre di Demetra
È uno dei più antichi ipogei. La sua costruzione la si fa risalire ad un periodo addirittura precedente alla fondazione di Akràgas, precisamente all'VII secolo a.C. Molti studiosi ritengono che questo ipogeo sia stato scavato per rifornire di acqua le vasche del santuario, destinate alle cerimonie di purificazione. Entrando da una grotta in cui si trova la conca, si arriva in un sotterraneo scavato nella roccia, alto 1 metro e 90 centimetri e largo 95 centimetri, che, superati 50 metri, si restringe a causa dell'accumulo di terriccio, fino alla completa occlusione della galleria.

#### Ipogeo degli Ulivi
Situato a circa 300 metri a nord-ovest dal tempio di Eracle, è accessibile solo da un'imboccatura piuttosto agevole che immette in un corridoio tortuoso e stretto. Il pavimento è abbondantemente coperto di fango, rendendo impervia la traversata. Dopo un percorso lineare di circa 32 metri, l'ipogeo si biforca in due rami in direzione sud est: il ramo principale termina dopo 52 metri, l'altro dopo circa 50 metri. Entrambi si presentano in ottimo stato e conservano visibili tracce di una discreta attività di percolazione e raccolta d'acqua. L'altezza media dei cunicoli è di 1,65 metri, e la larghezza di 72 centimetri.

#### Ipogeo degli Archi
È situato nella zona settentrionale di Villaseta. L'ingresso immette in due vasche di notevoli proporzioni (12 metri in lunghezza e 5 in larghezza) che raccolgono l'acqua. L'ipogeo procede con un percorso tortuoso, che si sviluppa in direzione nord-est e, dopo aver percorso 80 metri, il percorso viene interrotto da un muro di fattura moderna.

#### Ipogeo dei Rovi
Si trova nel giardino della Kolymbetra, in direzione del tempio di Vulcano. Anch'esso è caratterizzato da una biforcazione, a due metri dall'entrata: il ramo principale si snoda in direzione est per 65 metri, affacciando all'esterno; il ramo secondario, invece,  si eleva di 1,50 metri, attraversando il ramo primario. A causa della scarsa consistenza della pavimentazione nel tratto che passa sopra al ramo principale, non è stato possibile esplorare tutto l'ipogeo.
Nel tratto iniziale si trovano abbondanti tracce di acqua, che in alcuni punti arrivano a 20 centimetri di altezza. L'altezza media dei cunicoli è rispettivamente di 1,68 metri e la loro larghezza di 80 centimetri.

### Situazione attuale
A causa del disboscamento delle pendici, della costruzione di acquedotti moderni e delle fognature, i cunicoli non sono più in uno stato di buona conservazione, ma sono tuttora ricchi di acque fluenti.
Si ipotizza addirittura che, vista la posizione della frana rispetto alla rete di cunicoli e le difficoltà interpretative dei fenomeno di instabilità, la frana verificatasi ad Agrigento nel 1966 sia stata causata dal crollo di alcune cavità sotterranee che fanno parte degli ipogei.